# Pórcio Festo
Pórcio Festo governou a província romana da Judeia, entre os anos de 60 a 62 d.C., na condição de procurador, durante o reinado de Nero. O nome "Festo" vem do latim "festus", "alegre".

## Biografia
O tempo em que Festo governou a Judeia é impreciso, mas sabe-se que ele morreu antes do verão de 62, isso porque, nessa época, a província já estava sob a administração de seu sucessor, Albino, conforme se lê em Josefo (Guerra Judaica, VI. 5. 3). Com base nesse detalhe e nos acontecimentos de seu governo, relatados por Josefo, ele deve ter governado pouco mais de um ano, começando em meados ou fins de 60 d.C., como sugere Karl Wieseler.
Festo foi considerado um governador justo e capaz, diferente, portanto, de seu antecessor, Félix. Esforçou-se para pacificar a zona rural, que vivia agitada pelos sicários e por salteadores, obtendo razoável êxito nessa empreitada.
Morreu no exercício do cargo e sua morte deixou um temporário vazio de poder. Em Jerusalém instalou-se a anarquia, com sumos sacerdotes rivais competindo em batalhas de rua. Foi nessa ocasião que mataram Tiago, irmão de Jesus.
Seu nome é citado em Atos 24:27 e Atos 25:1–27, no episódio em que Paulo de Tarso, para escapar de um julgamento na Judeia, proclama sua condição de cidadão romano e apela para César.